# برج دی‌ان ۲۱

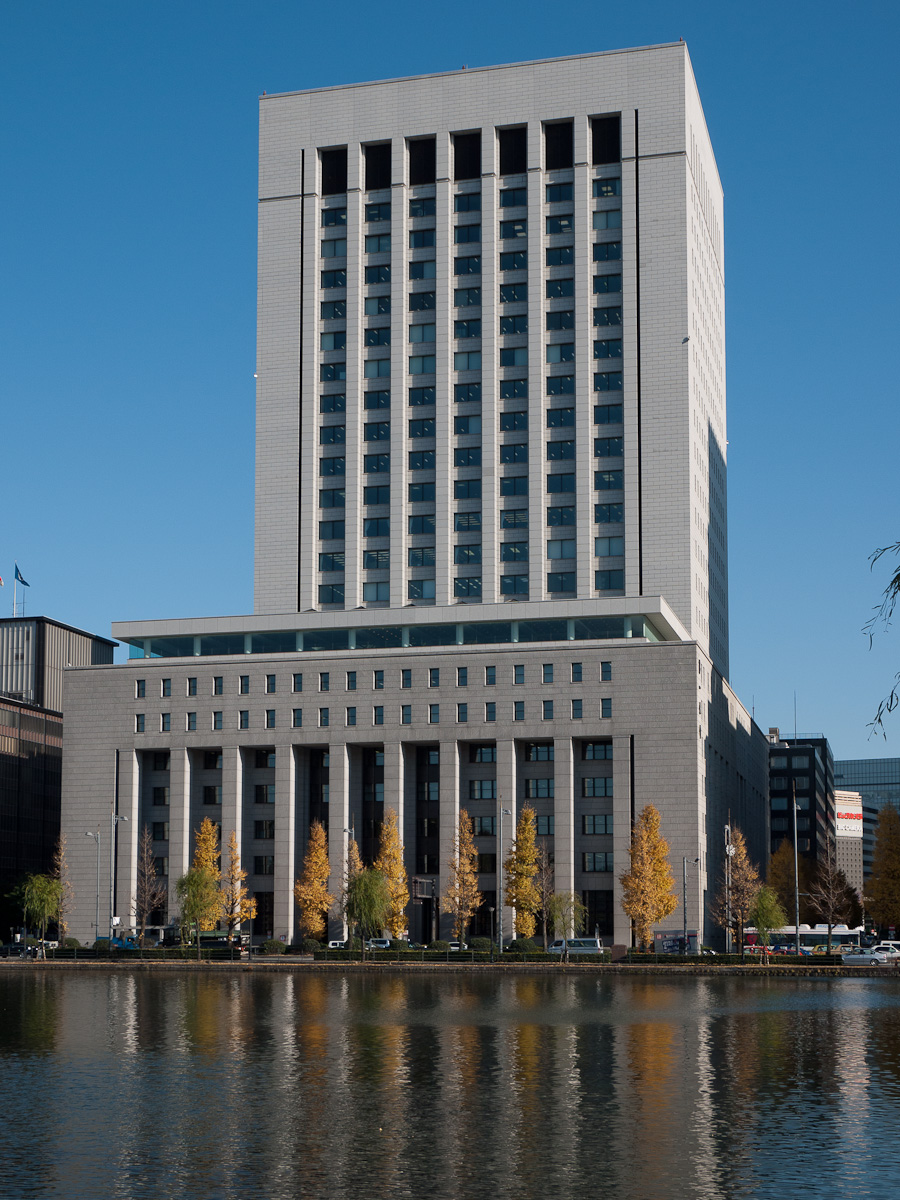

برج دی‌ان ۲۱ (انگلیسی: DN Tower 21) یک ساختمان اداری در توکیو، ژاپن است. برج دی‌ان ۲۱ شامل ساختمان سابق دای-ایچی لایف است، که در آن داگلاس مک‌آرتور مقر فرماندهی عالی نیروهای متفقین در دوران اشغال ژاپن پس از جنگ جهانی دوم را داشت. دولت توکیو در سال ۲۰۰۴ برج برج دی‌ان ۲۱ را به عنوان یک ساختمان تاریخی تعیین کرد.